# Pietro Bernini

Pietro und Giovanni Lorenzo Bernini: Satyr mit Panther. um 1615; Berlin, Skulpturensammlung und Museum für Byzantinische Kunst

Pietro Bernini (* 6. Mai 1562 in Sesto Fiorentino; † 29. August 1629 in Rom) war ein italienischer Bildhauer, Maler und Restaurator.

## Leben
Er war der Vater von Giovanni Lorenzo Bernini und Luigi Bernini und wurde in Florenz von dem Bildhauer Ridolfo Sirigatti ausgebildet. Wer ihn in der Malerei ausbildete, ist nicht bekannt, doch soll er nach alten Überlieferungen, gegen 1580, zusammen mit Antonio Tempesta, an den Fresken im Palazzo Farnese in Caprarola mitgearbeitet haben.
In den Folgejahren hielt er sich in Rom auf, wo er unter anderem antike Statuen restaurierte. Es wird vermutet, dass er auch Aufträge für den Papst Gregor XIII. ausführte. Um 1584 zog er nach Neapel, wo er zahlreiche plastische Werke für verschiedene Kirchen fertigte. 1594 weilte er abermals in Florenz, wo er zusammen mit Giovanni Battista Caccini an einem Relief der Heiligen Dreifaltigkeit arbeitete. 1596 war er abermals in Neapel tätig. Um die Jahrhundertwende ging er eine Werkstattgemeinschaft mit Michelangelo Naccherino ein, mit dem er unter anderem den Neptunbrunnen in Neapel schuf. Gegen 1605/06 siedelte er nach Rom über, wo er in den Dienst von Papst Paul V. trat. Ab 1617 arbeitete er immer häufiger mit seinem Sohn Giovanni Lorenzo Bernini zusammen.
Pietro Bernini gilt als äußerst tüchtiger Künstler mit einem umfangreichen Gesamtwerk, das formal den Frühbarock einleitet und als Voraussetzung für die hochbarocke skulpturale Auffassung seines bedeutenderen Sohnes einsteht.

## Werke

### Skulpturen
- Amalfi, Dom
  - Der heilige Stephanus.
  - Der heilige Laurentius.
- Amantea, San Bernardino da Siena
  - Die Anbetung der Hirten. (zugeschrieben)
- Berlin, Skulpturensammlung
  - Satyr und Panther. um 1615
- Bordeaux, St. Bruno
  - Die Verkündigung. 1622 (Zusammenarbeit mit Giuliano Finelli)
- Morano Calabro, Collegiata della Maddalena
  - Sakramentstabernakel. (zugeschrieben)
- Morano Calabro, Santi Pietro e Paolo
  - Die heilige Katharina. 1591
  - Die heilige Lucia. 1591
  - Die Heiligen Petrus und Paulus. (zugeschrieben)
- Neapel, Cappella del Monte di Pietà
  - Sicurezza.
  - Carità.
- Neapel, Chiesa dei Girolami
  - Die heilige Katharina von Siena. 1606
  - Die heilige Katharina von Alexandrien. 1606
  - Der heilige Bartholomäus. 1606
  - Der heilige Matthäus. 1606
- 'Neapel, Duomo San Gennaro
  - Die Heilige Petrus und Paulus.
- 'Neapel, Monte di Pietà
  - Caritas. 1601
  - Securitas. 1601
- Neapel, San Giovanni a Carnonara
  - Der heilige Johannes der Täufer.
- Neapel, Il Gesù Nuova
  - Matthäus mit einem Engel. 1600
- Neapel, Museo di San Martino
  - Madonna delle Grazie.
- New York, Metropolitan Museum
  - Flora. 1616
  - Priapus. 1616
- Pizzo Calabro, San Giorgio
  - Der heilige Johannes der Täufer. vor 1600
- Polistena, Chiesa dell’Immacolata Concezione
  - Die heilige Lucia.
- Rom, Sant’Andrea della Valle (Cappella Barberini)
  - Der heilige Johannes der Täufer. um 1612 – 1616
  - Puttenpaar. um 1617/18
- Rom, Santa Cecilia in Trastevere
  - Die heilige Cäcilie. um 1623–1627 (zugeschrieben)
  - Die heilige Agnes. um 1623–1627 (zugeschrieben)
- Rom, Santa Maria Maggiore
  - Relief (Mariä Himmelfahrt) über dem Altar der Taufkapelle. 1608–1610
  - Papstkrönung. 1611
  - Karyatidenpilaster. 1611
- Rom, Galleria Borghese
  - Marcus Curtius. 1618
- Saracena, San Leone
  - Madonna degli Angeli. (zugeschrieben)
  - Immacolata. (zugeschrieben)
- Venedig, San Michele da Isola
  - Grabmal des Kardinals Giovanni Dolphin.

### Brunnen
- Neapel, Piazza Giovanni Bovio
  - Fontana del Nettuno. um 1600/01 (Zusammenarbeit mit Michelangelo Naccherino)
- Rom, Piazza di Spagna
  - Fontana della Barcaccia. um 1627–1629